# 富山県立南砺平高等学校
富山県立南砺平高等学校（とやまけんりつ なんとたいらこうとうがっこう、英: Toyama Prefectural Nanto Taira High School）は、富山県南砺市大島にある公立の高等学校。

## 概要
もとは富山県立福野高等学校平分校という名称だったが、1995年（平成7年）に富山県立平高等学校となった。
2005年（平成17年）に富山県立福野高等学校、富山県立福光高等学校、富山県立井波高等学校と共に「富山県立南砺総合高等学校」の提携事業に参加し、富山県立南砺総合高等学校平高等学校となり、2010年（平成22年）の提携事業終了に伴い、現在の校名となった。
富山県立南砺福野高等学校の分校である。
自宅からの通学が難しい生徒が多く、寄宿舎を利用する者もおり、給食がある。
生徒確保のため、2025年度の入学者分から生徒の全国募集を富山県立の高等学校で初めて導入することとなり、2025年度には6人の県外出身生徒が初めて入学した。
2025年（令和7年）7月9日、南砺市が同年末で南砺市立上平小学校へ統合するため閉校する南砺市立平中学校の校舎を高校の校舎に活用するよう富山県教育委員会に要望した。

## 設置学科
- 普通科

## 沿革
- 1950年（昭和25年）
  - 5月19日 - 富山県立福野高等学校平分校設立認可（定時制普通科を設置）。
  - 6月6日[5] - 下梨小学校、平中学校校舎の一部を借りて開校。
- 1951年（昭和26年）11月20日 - 平村下梨に独立校舎新築[6]。
- 1961年（昭和36年）12月1日 - 平村大島に校舎移転増築（翌1963年〔昭和38年〕10月10日完工式[7]）。
- 1962年（昭和37年）
  - 4月10日 - 定時制から全日制に変更[7]。
- 1964年（昭和39年）11月10日 - 教員住宅（下梨地内）・特別教室（理科・調理）新築。
- 1966年（昭和41年）
  - 3月31日 - 生徒寄宿舎「青雲寮」第1期工事新築。
  - 12月9日 - 生徒寄宿舎「青雲寮」第2期工事増築。
- 1967年（昭和42年）12月13日 - 体育館新築。
- 1968年（昭和43年）4月1日 - 家政科を新設。
- 1969年（昭和44年）3月31日 - 家政館（被服・保育）新築[8]。
- 1970年（昭和45年）12月7日 - 教員住宅（大島地内）新築。
- 1971年（昭和46年）
  - 11月1日 - 体育館ステージ新設。
  - 11月6日 - 分校歌制定。
- 1974年（昭和49年）
  - 3月30日 - 校舎（鉄筋3階建）新築。
  - 4月1日 - 家政科募集停止。
  - 11月30日 - 門柱建立。
- 1980年（昭和55年）
  - 3月31日 - 格技場「尚道館」新築。
  - 9月27日 - 前庭造成。
- 1987年（昭和62年）2月18日 - 特別教室棟（鉄筋4階建）新築。
- 1990年（平成2年）
  - 3月30日 - 体育館・青雲寮渡り廊下新設。
  - 12月26日 - 教職員住宅1号棟（大島地内）改装。
- 1991年（平成3年）3月20日 - 教職員住宅2号棟（大島地内）新築。
- 1995年（平成7年）4月1日 - 富山県立平高等学校に校名変更。
- 1999年（平成11年）4月1日 - 中高一貫教育推進校の指定を受ける。
- 2000年（平成12年）
  - 8月28日 - 創立50周年記念事業図書室（新館1階）新設。
  - 11月29日 - 生徒寄宿舎「清流」（鉄筋3階建）新築。
- 2005年（平成17年）4月1日 - 富山県立南砺総合高等学校平高等学校に校名変更。
- 2010年（平成22年）4月1日 - 富山県立南砺平高等学校に校名変更。
- 2022年（令和4年）4月1日 - コミュニティ・スクールを導入。

## 部活動
小規模校でありながら部活動はさかんであり、中でも郷土芸能部、スキー部、バレーボール部の活躍が目立つ。
郷土芸能部 - 学校の地元五箇山の麦屋節、こきりこ節などの五箇山民謡を伝承している。全国高等学校総合文化祭等各種大会に出場し、何度も優秀な成績をおさめており、2006年（平成18年）第30回全国高等学校総合文化祭京都大会では、郷土芸能部門で最優秀賞・文部科学大臣賞を初受賞、2014年（平成26年）の第38回茨城大会でも同賞を受賞。
バレーボール部 - 全国高校総体などに出場している。2009年（平成21年）には1972年（昭和47年）以来37年ぶりに春の高校バレー全国大会に出場している。
スキー部 - 富山県内の全国大会常連校。
- 運動部 - スキー（アルペン・クロスカントリー）、バレーボール（男）、スポーツ
- 文化部 - 郷土芸能、GGS（五箇山ガイド研究会）、学芸（写真・美術・書道）、茶道

## その他
- 同校の制服は南砺福野高校と同じになっている。ただし、女子の冬服のベストが平ではチェック地（スカートと同じタイプ）なのに対し、福野ではグレーのカーディガンという違いがある。
- また、2010年（平成22年）度入学生から制服が変更されており、ブレザーのエンブレムが平の新制服にはないことと、女子制服のリボンの色が違うこと以外は南砺福野高校の新制服と同じである。
- 校章は福野高校と同一のものである。

## 校歌
作詞：宮澤章二、作曲：宮下舜爾

## アクセス
- JR城端線城端駅 → 加越能バス（世界遺産バス 白川郷行）「下梨」停留所 徒歩約8分（所要時間約40分）
- JR城端線城端駅 → 南砺市営バス（なんバス）「平高校」停留所 徒歩約1分
- 加越能バス（平高校線）「平高校前」停留所 徒歩約1分